# Seleção Hondurenha de Handebol Masculino
A Seleção Hondurenha de Handebol Masculino é a equipe que representa Honduras nas competições internacionais de handebol organizadas pela Confederação Sul e Centro Americana de Handebol (SCAHC), pela Federação Internacional de Handebol (IHF) e pelo Comitê Olímpico Internacional (COI), e é governada pela Federacion Hondurena de Balonmano. 

## Histórico
A Federación Hondureña de Balonmano é membro da IHF desde 1996. Em nível continental, era membro da Federação Pan-Americana de Handebol. Desde a divisão em duas federações, é membro da SCAHC.

## Competições

### Campeonato Centro-Americano de Handebol Masculino
| Ano  | Fase       | Posição | JG | V | E | D | GF  | GS  | DF  |
| ---- | ---------- | ------- | -- | - | - | - | --- | --- | --- |
| 2013 | Fase única | 5º      | 4  | 0 | 0 | 4 | 93  | 130 | -37 |
| 2015 | Fase única | 3º      | 4  | 1 | 1 | 2 | 84  | 98  | -14 |
| 2017 | Fase única | 5º      | 4  | 0 | 0 | 4 | 80  | 129 | −49 |
| 2021 | Fase única | 3º      | 2  | 0 | 0 | 2 | 46  | 69  | -23 |
| 2023 | Fase única | 4º      | 4  | 1 | 0 | 3 | 104 | 129 | -25 |

### Jogos Centro-Americanos
| Ano                      | Fase       | Posição | JG | V | E | D | GF  | GS  | DF  |
| ------------------------ | ---------- | ------- | -- | - | - | - | --- | --- | --- |
| Cidade da Guatemala 2001 | Fase única | 2º      | 4  | 2 | 0 | 2 | 103 | 100 | +3  |
| Cidade do Panamá 2010    | Fase única | 1º      | 4  | 2 | 0 | 2 | 103 | 100 | +3  |
| San José 2013            | Fase única | 4º      | 4  | 3 | 0 | 1 | 128 | 123 | +5  |
| Manágua 2017             | Fase única | 3º      | 4  | 1 | 0 | 3 | 101 | 129 | -28 |

### Jogos Centro-Americanos e do Caribe
| Ano               | Fase                      | Posição | JG | V | E | D | GF  | GS  | DF  |
| ----------------- | ------------------------- | ------- | -- | - | - | - | --- | --- | --- |
| Cartagena 2006    | Disputa pelo 5º–7º lugar  | 7º      | 3  | 0 | 0 | 3 | 65  | 99  | -34 |
| Barranquilla 2018 | Disputa pelo sétimo lugar | 8º      | 5  | 2 | 0 | 3 | 105 | 175 | -70 |

### Campeonato das Nações Emergentes da América do Sul e Central da IHF
| Ano  | Fase                    | Posição | JG | V | E | D | GF  | GS  | DF  |
| ---- | ----------------------- | ------- | -- | - | - | - | --- | --- | --- |
| 2018 | Disputa do sétimo lugar | 8º      | 6  | 1 | 0 | 5 | 142 | 226 | -84 |